# Gens Axia

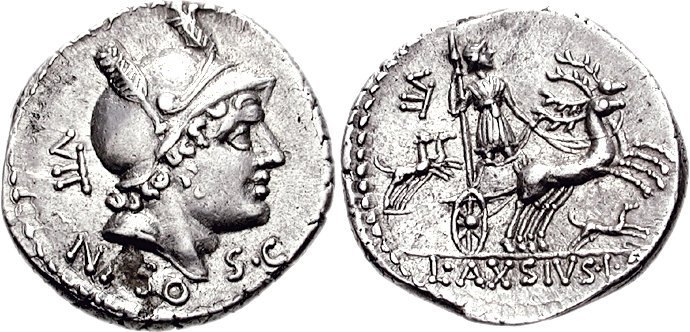
Denario de Lucio Axio Naso, año 71. El anverso muestra a Marte, mientras que en el reverso Diana conduce una biga tirada por ciervos, rodeada de sus perros. Los Axii probablemente tenían una devoción especial por la diosa.

La gens Axia, también deletreada Axsia, fue una familia plebeya en la antigua Roma, durante el último siglo de la República y el comienzo del Imperio. La gens no parece haber sido particularmente grande o importante, aunque al menos algunos miembros de la familia eran razonablemente ricos.

## Ramas ycognomina
Ninguno de los Axii mencionados en la historia tienen apellido; el único cognomen que se encuentra en las inscripciones es Naso, que originalmente se refiere a alguien con una nariz prominente.

## Miembros
- Quinto Axio, Senador en el 73 a. C. Era un hombre rico de Rieti y amigo tanto de Cicerón como de Varrón, quien lo convirtió en protagonista de su De Re Rustica.[4][5][6][7][8][9]
- Lucio Axio Naso, triumvir monetalis en 71 a. C., probablemente para ser identificado con los équites mencionados por Varrón, y el banquero encontrado en una inscripción.[10][11][2][12]
- Lucio Axio Naso, procónsul en Chipre en el 29 d. C.[13]